# Benito Paolo Torsello
Benito Paolo Torsello, anche noto come B. Paolo Torsello (Alessano, 1º giugno 1934 – Genova, 11 marzo 2018), è stato un architetto italiano, teorico del restauro architettonico.

## Biografia

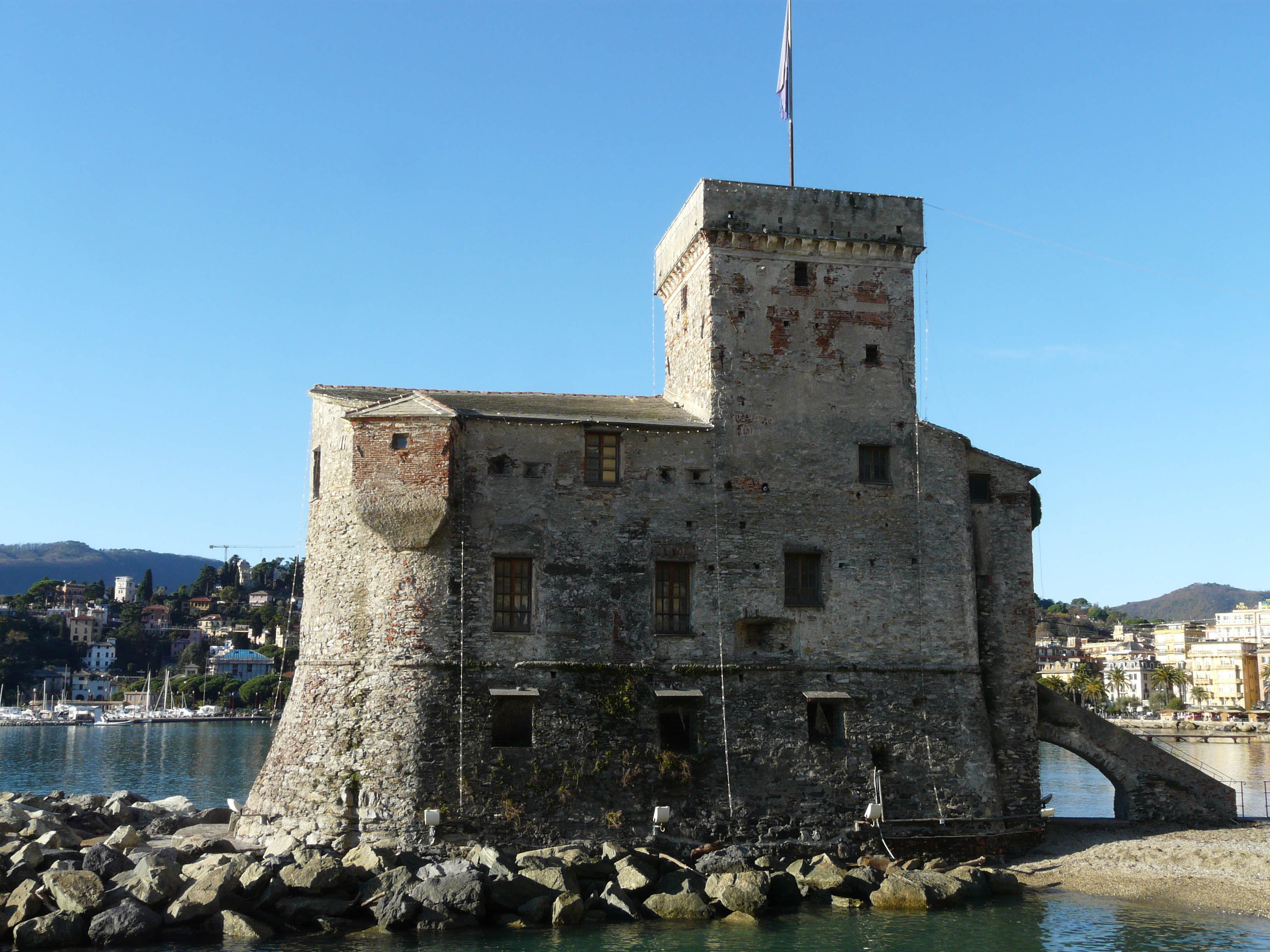
Il castello di Rapallo dopo il restauro diretto dal prof. Torsello

Dopo la laurea in architettura - conseguita nel 1959 allo IUAV con una tesi sul progetto di una unità abitativa prefabbricata da 3 000 abitanti nelle Barene di San Giuliano (relatore Giuseppe Samonà) - nel 1960 inizia a svolgere attività professionale come architetto e intraprende la carriera accademica presso la stessa università come assistente volontario prima di Composizione architettonica (1960-66), poi di Elementi di architettura e rilievo dei monumenti (1966-67), materia di cui diviene assistente incaricato nel 1969. Nel 1971 diventa assistente ordinario di Composizione architettonica 2 e assume l'incarico di insegnamento di Scenografia (mantenuto fino al 1974). Nel 1973-74 è professore incaricato di Tecnica del restauro urbano e dall'anno successivo di Restauro dei monumenti, materia di cui diviene professore associato nel 1984. Nel 1978 presso lo IUAV fonda il Laboratorio di fotogrammetria, uno dei primi laboratori in Italia ad applicare questa tecnica al rilievo dei monumenti.
Dal 1985 incomincia a collaborare con l'Università di Genova come professore a contratto di Teoria del restauro, divenendovi poi professore ordinario di Restauro architettonico nel 1991. Presso l'Università di Genova nel 1991 fonda il Laboratorio MARSC (Metodiche Analitiche per il Restauro e la Storia del Costruito), del quale è direttore fino al 2006 - anno del pensionamento - e nel 1994 la Scuola di Specializzazione in Restauro dei Monumenti, in cui insegna Storia del restauro e principi generali della conservazione e Progettazione del restauro architettonico e della quale è direttore fino al 2003. Nel 2005 è stato inoltre presidente per la parte italiana del Master Universitario di II livello in Recupero e tutela del patrimonio architettonico italo-francese tenuto presso l'Università di Genova (Polo Universitario di Imperia, e Facoltà di Architettura di Genova), e Università di Nizza Sophia Antipolis.
Anche dopo il pensionamento continua a svolgere attività didattica all'interno della Scuola di specializzazione da lui fondata.
È stato visiting professor all'Orta Doğu Teknik Üniversitesi di Ankara (1977) e alla Mimar Sinan Güzel Sanatlar Üniversitesi di Istanbul (1997); ha tenuto lezioni presso le università della Virginia a Charlottesville, di Lubiana, di Città del Messico, di Firenze, di Skopje e di Bitola, e presso la Yıldız Teknik Üniversitesi di Istanbul e la sede UNESCO di Venezia.
È stato inoltre membro di comitati scientifici di convegni (Scienza e Beni Culturali) e di gruppi o enti di ricerca (Commissione UNESCO-ROSTE dal 1992 al 1996, Centro di Studio sulla Storia della Tecnica del CNR di Genova, dal 1999).

### Ambiti di ricerca
L'ambito principale dell'attività di ricerca di Torsello è il restauro architettonico nei suoi aspetti storici, teorici, metodologici e tecnici. A partire dalla fine degli anni Settanta ha dedicato una parte significativa della sua attività di ricerca agli aspetti tecnici e teorici dell'uso degli strumenti analitici - in particolare del rilievo, tanto nelle sue forme tradizionali, quanto in quelle più evolute - per la conoscenza dell'architettura e all'applicazione dell'informatica alla gestione e al controllo del progetto di restauro, essendo stato fra i primi ad promuovere l'utilizzo delle tecniche di ritocco fotografico per la simulazione degli interventi conservativi.
Torsello ha inoltre fornito contributi fondamentali alla teoria del restauro, concorrendo - assieme a Marco Dezzi Bardeschi e Amedeo Bellini - alla generale affermazione di posizioni maggiormente conservative; in particolare Torsello ha proposto di sostituire nell'approccio al bene da restaurare al tradizionale concetto di "valore", visto come soggettivo e selettivo, quello di "dato" che richiede di essere conservato:
(B. Paolo Torsello, La materia del restauro, Venezia, Marsilio, 1988)
Nel 2005 Torsello ha promosso un importante momento di riflessione disciplinare: la realizzazione del libro Che cos'è il restauro?, nel quale ha chiamato nove tra i principali teorici a formulare una definizione del restauro. In particolare, secondo Torsello:
(B. Paolo Torsello, in Che cos'è il restauro? Nove studiosi a confronto, Venezia, Marsilio, 2005)

### Urbanistica
- Piano Regolatore Generale del Comune di Rossano - CS (1962)
- Programma di Fabbricazione del Comune di Acquarica del Capo - LE (1968).
- Programma di Fabbricazione del Comune di Presicce - LE (1968)
- Piano di Zona (Legge 167) nel Comune di Presicce - LE (1973).
- Piano Particolareggiato del centro storico di Presicce - LE (1974).

### Architettura
- Progetto e direzione dei lavori della nuova Pretura mandamentale di Alessano - LE (1962).
- 1º premio al concorso nazionale per la sistemazione di Piazza F. Sabbato a Pontecagnano - SA (1962).
- Progetto e direzione dei lavori di sala cinematografica a Salve - LE (1970).
- Progetto (in collaborazione) e direz. lavori dell'Istituto Tecnico Commerciale di Maglie - LE (1970).
- Progetto (in collaborazione con il Prof. Arch. Giuseppe Cristinelli) e direzione dei lavori della nuova Chiesa Parrocchiale "Cristo Risorto"  e dell'annesso Oratorio di Acquarica del Capo - LE (1971).
- Progetto (in collaborazione) di scuola materna a Mirano - VE (1971).
- Progetto e direzione dei lavori della scuola media a Presicce - LE (1972).
- Progetto e codirezione dei lavori della Casa di Riposo per anziani nel comprensorio del Salento meridionale (1973)

### Principali progetti di restauro

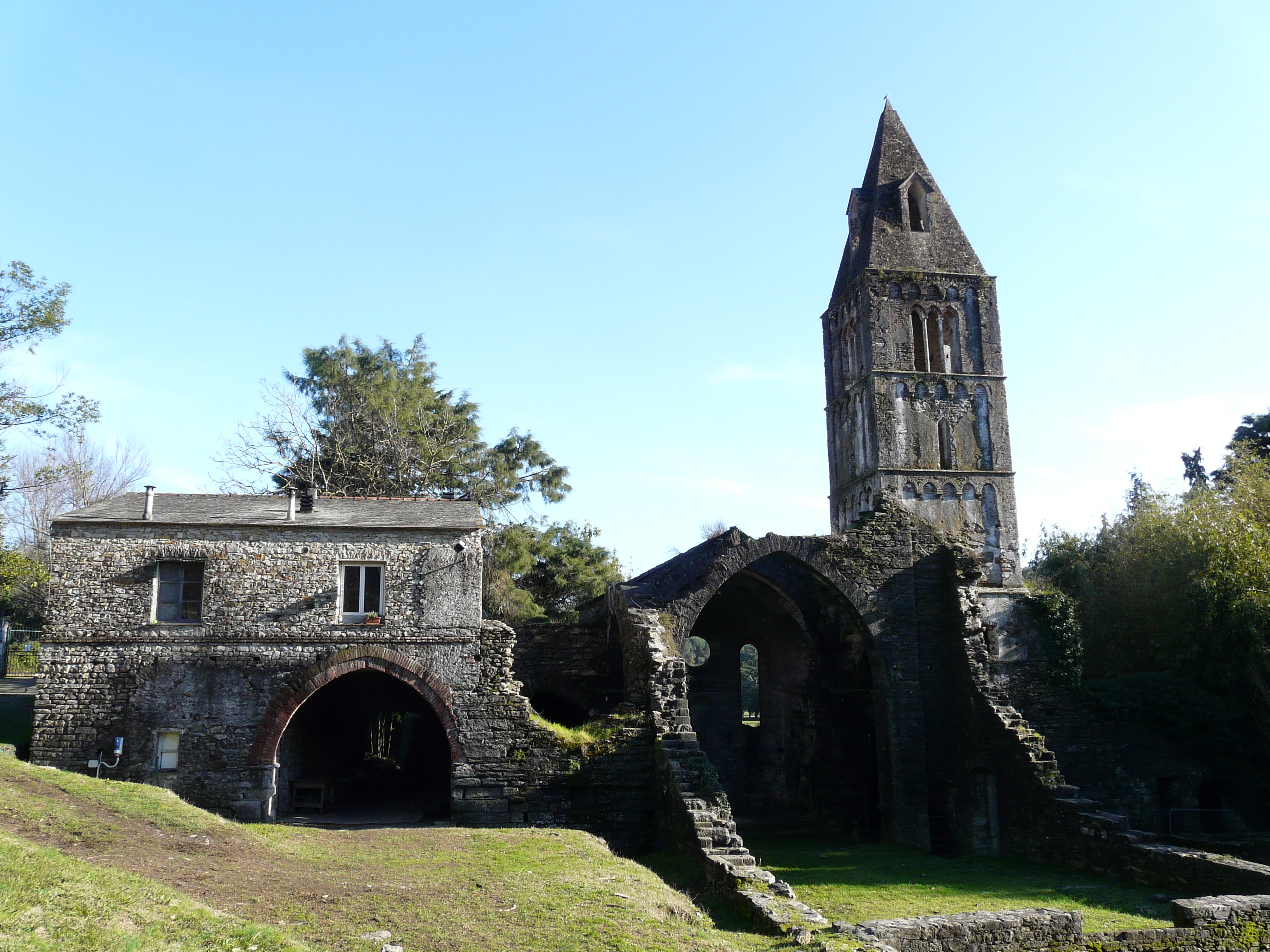
Il Monastero di Valle Christi a Rapallo dopo i restauri

- Progetto e direzione dei lavori per il restauro e l'arredo del seicentesco Palazzo Paternò, sede del Comune di Presicce - LE (1965).
- Progetto di restauro della cinquecentesca Chiesa di Santa Maria degli Angeli a Presicce - LE (1965).
- Restauro di alcuni comparti del centro storico di Ancona (1975-1984) (in collaborazione).
- Restauro di Palazzo Malacari ad Ancona (1985) (in collaborazione).
- Restauro del Teatro liberty a Thiene (1986) (in collaborazione).
- Consulenza scientifica peritale sui restauri dell'Arco della Pace a Milano (1987)
- Progetto di restauro per lo Scalone monumentale di Mauro Coducci alla Scuola Grande di S. Giovanni Evangelista a Venezia (1991)
- Arco di Costantino a Roma (1992) (consulenza scientifica per le ricerche e il restauro).
- Restauro del Castello di Carlo V a Lecce (1984-93).
- Restauro del Castello di Rapallo (1996) (direzione scientifica).
- Castello genovese sul Bosforo davanti ad Anatoli-Kavak in Turchia (1997) (consulenza tecnico scientifica).
- Chiesa di S. Paolo a Tarso in Turchia (1997) (consulenza tecnico scientifica).
- Restauro della Torre civica di Rapallo - GE (1997) (direzione scientifica).
- Restauro del Convento di Filetto - CH (1998) (direzione scientifica).
- Restauro del Castello di Camogli - GE (1998) (direzione scientifica).
- Restauro del Monastero di Valle Christi a Rapallo - GE (1999) (direzione scientifica).
- Villa Rinaldi Barbini, presso Asolo (1999) (consulenza tecnica e metodologica).
- Restauro del Teatro di Camogli (2000) (direzione scientifica).
- Restauro del Castello di Camogli (2000) (direzione scientifica).
- Abbazia di S. Gregorio in Conca, a Morciano di Romagna (2001) (direzione scientifica).
- Ponte ferroviario di Prarolo (2001) (direzione scientifica).
- Torre medicea denominata "Il Salto della Cervia" a Pietrasanta - LU (2001) (direzione scientifica).
- Piazza Marconi a Castelnuovo Berardenga (2002) - SI (direzione scientifica).
- Castello di Charmes-sur-l’Herbasse in Francia (2004-5) (consulenza tecnico-scientifica).
- Villa Emo di Andrea Palladio (2005) (consulenza specialistica).

### Principali rilievi
- Affreschi della Cappella degli Scrovegni a Padova (1977).
- Castello Sforzesco di Vigevano - PV (1980).
- Villa Capra Valmarana, detta "La Rotonda" di Palladio a Vicenza (1980).
- Castello di Carlo V a Lecce (1980-83).
- Baldacchino di San Pietro di Gian Lorenzo Bernini a Roma (1981).
- Refettorio di Santa Maria delle Grazie e parete del Cenacolo vinciano a Milano (1981).
- Angelo di bronzo del Verschaffelt di Castel Sant'Angelo a Roma (1982).
- Statua bronzea del Leone di San Marco in Piazza San Marco a Venezia (1984).
- Scalone monumentale di Mauro Coducci alla Scuola Grande di San Giovanni Evangelista a Venezia (1986).
- Casa di Thomas Jefferson a Monticello presso Charlottesville, in Virginia (1986).
- Basilica di Ererouk (o Yererouk), vicino ad Anipemza in Armenia (1988).
- Statua di Cangrande della Scala nel Museo di Castelvecchio a Verona (1992).
- Cattedrale di San Vigilio a Trento (1992).
- Cupola della Cappella della Sacra Sindone di Guarino Guarini a Torino (1997).
- Castello di Torriglia - GE.

## Opere
Torsello è autore di oltre 100 pubblicazioni tra monografie, capitoli di libri, articoli in atti di convegno o su riviste (fra le quali Casabella, TeMA. Tempo, materia, architettura e 'ANANKE).

### Opere monografiche
- Proposte per una dimensione urbana del restauro, IUAV, Venezia, 1974.
- Antologia bibliografica sulla "catalogazione dei beni culturali", IUAV, Venezia, 1978.
- Misura e conservazione: tecniche di rilevamento, CLUVA, Venezia, 1979.
- Restauro architettonico. Padri, teorie, immagini, Franco Angeli, Milano, 1984.
- La materia del restauro. Tecniche e teorie analitiche, Marsilio, Venezia, 1988.
- Il progetto del passato. Memoria, conservazione, restauro, architettura, Bruno Mondadori, Milano, 1997 (con AA.VV.; a cura di Bruno Pedretti).
- Il castello di Rapallo. Progetto di restauro, Marsilio, Venezia, 1999 (curatela).
- Tecniche di restauro architettonico, UTET, Torino, 2003 (a cura di Stefano F. Musso e Paolo B. Torsello).
- Che cos'è il restauro?, Marsilio, Venezia, 2005 (curatela).
- Figure di pietra, Marsilio, Venezia, 2006.
- Fabula, Mimesis, Sesto San Giovanni, 2017.